# Plusganancia
Superganancia, plusganancia o plusvalor extraordinario (en alemán: extra-Mehrwert) es un concepto de la crítica de la economía política de Karl Marx elaborado en El capital y  posteriormente por Vladimir Lenin y otros pensadores marxistas.

## Origen del concepto enElcapitalde Karl Marx
El término plusganancia (plusvalía extraordinaria) fue utilizado por primera vez por Marx en El Capital. Se refiere a beneficios empresariales superiores a la media, que surgen en tres situaciones principales:
- Empresas tecnológicamente avanzadas que operan con una productividad superior a la media en un mercado competitivo en crecimiento.
- En condiciones de demanda decreciente, sólo las empresas con una productividad superior a la media obtendrían la tasa de beneficio socialmente media anterior, mientras que el resto registraría beneficios más bajos.
- Monopolios de recursos o tecnologías, que generan lo que en realidad son rentas de la tierra, rentas mineras o rentas tecnológicas.[cita requerida]

Aunque Marx no analiza esto en detalle (más allá de referirse a los diferenciales de productividad internacional en la economía mundial), podría incluirse un cuarto caso, a saber, las superganancias que surgen del intercambio estructuralmente desigual en la economía mundial. En este caso, el superbeneficio surge simplemente comprando productos baratos en un lugar y vendiéndolos a un precio mucho más alto en otro, lo que produce un margen de beneficio superior al promedio. Este tipo de superbeneficio puede no ser atribuible a una productividad adicional o a condiciones de monopolio y representa sólo una transferencia de valor de un lugar a otro.[cita requerida]

## Interpretación de Lenin
Según el leninismo, las potencias imperialistas (en el Primer Mundo) extraen superganancias de los trabajadores de los países coloniales (o Tercer Mundo). Parte de estas superganancias luego se distribuyen (en forma de mayores niveles de vida) a los trabajadores en los países de origen de los imperialistas para comprar su lealtad, lograr estabilidad política y evitar una revolución obrera, generalmente por medio de partidos laboristas reformistas. Los trabajadores que reciben una parte suficientemente grande de las superganancias tienen interés en defender el sistema capitalista, por lo que se convierten en una aristocracia laboral.
El superbeneficio en la teoría marxista-leninista es el resultado de una explotación o superexplotación inusualmente severa. Toda ganancia capitalista en la teoría marxista-leninista se basa en la explotación (los dueños de negocios extraen plusvalía de los trabajadores), pero la superganancia se logra llevando la explotación por encima y más allá de su nivel normal. En el marxismo-leninismo, no hay ganancias que puedan resultar de una actividad o transacción que no implique explotación, excepto las ganancias socialistas en una economía de tipo soviético.

## Teoría de Ernest Mandel
Ernest Mandel sostiene en su libro Late Capitalism que la primera línea del desarrollo capitalista siempre está regida por la búsqueda de excedentes de ganancias (rendimientos superiores al promedio).
Mandel sostiene que el patrón de crecimiento del capitalismo moderno está determinado por la búsqueda de excedentes de ganancias en mercados monopolísticos y oligopólicos en los que unas pocas grandes corporaciones dominan la oferta. Por lo tanto, las ganancias adicionales o superiores al promedio no surgen tanto de ganancias reales de productividad, sino de corporaciones que monopolizan el acceso a recursos, tecnologías y mercados. No se trata tanto de que las empresas con productividad superior vendan más que sus competidores, sino de que los competidores se ven bloqueados de diversas maneras para competir, por ejemplo mediante cartelesización, fusiones, fusiones, adquisiciones, licencias sancionadas por el gobierno, producción exclusiva y derechos de venta. En ese caso, las ganancias adicionales tienen menos que ver con la recompensa por el espíritu empresarial que con la posición y el poder de mercado, es decir, la capacidad de descargar los costos comerciales a otra persona (el Estado, los consumidores y otras empresas) y obligar a los consumidores a pagar más por el acceso. a los bienes y servicios que compran, basándose en monopolios de suministro.
Tibor Palánkai, en cambio, sostiene que si bien las superganancias pueden ser ganancias monopolísticas, el abuso de la posición monopolística está regulado por políticas de competencia rigurosas en los países democráticos desarrollados. Las superganancias provenientes de otras fuentes, como las ventajas comparativas o la innovación técnica, contribuyen al bienestar público.